# NGC 7707
NGC 7707 في الفهرس العام الجديد، هي مجرة، تقع في كوكبة المرأة المسلسلة. اكتشفت في 24 أكتوبر 1786 بواسطة ويليام هيرشل.

## روابط خارجية
- NGC 7707 على موقع ويكي سكاي: DSS2, SDSS, GALEX, IRAS, Hydrogen α, X-Ray, Astrophoto, Sky Map, Articles and images